# Июнь 2015 года

Список событий июня 2015 года.

## События
- 1 июня
  - В Китае на реке Янцзы из-за смерча в течение двух минут затонул теплоход «Дунфанчжисин» с туристами. На борту находились 458 человек[1][2][3][4], спасены 12, погибли 442 человека[5].
  - В Квебеке (Канада) скончался Жак Паризо, бывший премьер-министр Квебека, выступавший за независимость от Канады[6].
  - В США утратил силу «Патриотический акт»[7].
  - В Польше создана новая партия Современная Польша[8]
- 2 июня
  - Арестован высший лидер филиппинских маоистов Адельберто Сильва[9].
- 3 июня
  - В Донецке, Марьинке и Красногоровке возобновились активные боевые действия[10][11][12].
  - На выборах президента Латвии победу одержал министр обороны Латвии Раймондс Вейонис[13].
  - В Большом адронном коллайдере начались столкновения частиц на максимальной мощности в 13 тераэлектронвольт (ТэВ), что ознаменовало начало нового этапа работы установки после длительного перерыва[14].
- 4 июня
  - В Аккре (Гана) в результате мощного взрыва на автозаправочной станции погибли более 150 человек[15][16][17].
- 6 июня
  - Финал Лиги чемпионов (Берлин, Германия)[18]. Победу одержала испанская «Барселона», победившая итальянский «Ювентус» со счётом 3:1, завоевав свой пятый в истории трофей Лиги чемпионов[19].
  - Конь Американский Фараон впервые с 1978 года выиграл «Тройную корону», став победителем трёх престижных заездов: Бельмонт Стейкс, Прикнесс Стейкс и Кентукки Дерби[20].
- 7 июня
  - Парламентские выборы в Турции[21]. По предварительным данным, лидирует Партия справедливости и развития[22].
  - В замке Эльмау (Бавария, Германия) начался двухдневный саммит G7[23].
  - В результате теракта на рынке северо-востоке Нигерии погибли 16 человек[24].
- 8 июня
  - Пожар на нефтебазе в Киевской области (Украина), тушение продолжается[25].
  - Египет исключил Хамас из списка террористических организаций[26].
- 9 июня
  - Украинская православная церковь Киевского патриархата при участии представителей Константинопольского патриарха совместно с Украинской автокефальной православной церковью договорились о проведении 14 сентября объединительного собора в Киеве[27].
- 10 июня
  - Президент США Барак Обама санкционировал отправку в Ирак ещё 450 американских военных инструкторов, это часть инициатив США по борьбе против экстремистов из «Исламского государства»[28].
- 11 июня
  - Вступил в силу ряд законов о денонсации соглашений Украины с Россией о сотрудничестве в военной сфере, в частности, о денонсации соглашения об организации военных межгосударственных перевозок и расчётов за них[29].
  - В Мадриде спустя 400 лет после смерти были захоронены останки Мигеля Сервантеса[30].
- 12 июня
  - В Баку (Азербайджан) открыты первые Европейские игры[31].
- 13 июня
  - В 22:28 по Центральноевропейскому времени зонд Филы, связь с которым была потеряна после посадки 12 ноября 2014 года на комету 67P/Чурюмова — Герасименко, вышел на связь и в течение 85 секунд передал около 300 пакетов данных. По первым сведениям, температура зонда −35 градусов Цельсия, поступаемая мощность — 24 ватта. Ученые ждут следующего контакта для получения более полных данных[32].
- 14 июня
  - В Ле-Мане финишировал 83-й автомарафон 24 часа Ле-Мана[33].
  - В результате обильных дождей в Тбилиси (Грузия) вышла из берегов река Вера, затоплены жилые дома, повреждены дороги, из зоопарка сбежали десятки хищных зверей. Погибли 14 человек[34].
  - Завершился 26-й фестиваль российского кино «Кинотавр». Главный приз получил фильм Анны Меликян «Про любовь», приз за лучшую режиссуру достался Алексею Федорченко[35].
- 15 июня
  - Израиль выпустил собственный доклад о военных преступлениях[36].
  - Компания OneWeb LTD объявила, что изготовлением самой крупной в мире группировки спутников для проекта всемирного спутникового интернета займётся компания Airbus Defence and Space — подразделение Airbus[37].
- 16 июня
  - Основатель 21st Century Fox Руперт Мёрдок объявил, что уступит с 1 июля пост главы компании своему младшему сыну Джеймсу[38].
- 17 июня
  - Австралия и Китай после многолетних переговоров подписали соглашение о свободной торговле[39].
  - Палата советников парламента Японии приняла поправку к закону о выборах, снизив возраст принимающих участие в голосовании на выборах с 20 до 18 лет[40].
- 18 июня
  - Парламентские выборы в Дании[41].
  - В Санкт-Петербурге (Россия) начал работу XIX Петербургский международный экономический форум[42].
  - Папа римский Франциск опубликовал энциклику Laudato si', посвящённую проблемам экологии и защите окружающей среды[43].
- 19 июня
  - Начал работу 37-й Московский международный кинофестиваль[44].
  - В Армении после объявления о подорожании электроэнергии жители Еревана, Гюмри и Ванадзора вышли на многотысячную забастовку[45].
- 20 июня
  - В столице Словакии Братиславе прошла демонстрация против миграционной политики ЕС и увеличения численности в Европе мигрантов из мусульманских стран Северной Африки и Ближнего Востока[46].
  - В Лондоне прошла масштабная акция протеста[англ.] против политики жёсткой экономии правительства консерваторов[47].
- 22 июня
  - Учёные выяснили, что в квантовой системе из большого числа частиц, находящейся в поле тяжести, произойдет декогеренция за счет эффекта гравитационного замедления времени[48].
  - Казахстан вступил во Всемирную торговую организацию[49].
- 24 июня
  - Патриарх Кирилл через официальный сайт Русской православной церкви обратился к сторонам противостояния, возникшего после начала строительства храма в московском парке «Торфянка», и призвал их «к отказу от конфронтации»[50].
  - Боевики террористической организации «Исламское государство» запустили в обращение собственную валюту на подконтрольных территориях. Валюта получила название «исламский динар», один золотой динар равен 139 долларам США[51].
  - Посол США во Франции вызван для объяснений в МИД республики в связи со скандалом о слежке. Такое решение было принято в ходе заседания Совета безопасности во главе с президентом Франции Франсуа Олландом[52].
  - НАТО намеревается довести группировку сил быстрого реагирования до 40 тысяч человек[53].
- 25 июня
  - Наводнение в Сочи (Россия): за сутки выпало почти две месячные нормы осадков[54].
- 26 июня
  - Крупный теракт произошёл в тунисском городе Сус: террористы расстреляли постояльцев двух отелей, 39 человек погибли[55].
- 27 июня
  - В парке развлечений Formosa Water Park[англ.] недалеко от Тайбэя произошло ЧП в ходе мероприятия в рамках фестиваля красок. Возгорание разноцветных частиц краски привело к взрыву, от которого пострадали свыше 500 человек[56].
- 28 июня
  - Американская ракета-носитель Falcon 9, которая должна была вывести на околоземную орбиту грузовой корабль Dragon с двухтонным грузом для МКС, взорвалась на 3-й минуте полета после старта, сообщили в воскресенье в NASA. Falcon 9 стартовала в 10:21 местному времени (17:21 мск) с космодрома на мысе Канаверал (штат Флорида)[57].
- 30 июня
  - Военно-транспортный самолёт Lockheed C-130 Hercules упал на отель в индонезийском городе Медан, 141 человек погиб[58][59].